# Baal: Book of Angels Volume 15
Baal: Book of Angels Volume 15 es un álbum con composiciones de John Zorn interpretadas por el Ben Goldberg Quartet. Es el decimoquinto disco del segundo libro Masada, "The Book of Angels".

## Recepción
Stef Gijssels declaró: "La música es familiar, por supuesto: las melodías klezmer de Zorn llenas de ritmos y armonías de jazz, pero para el crédito de la banda, lo que hacen con el material es un verdadero placer como es de esperar, a veces llevando las canciones a un territorio más salvaje, especialmente con Goldberg estando realmente inspirado en darle a la música un toque más teatral y dramático, que encaja bien en el contexto general de la serie".

## Lista de pistas
Todas las  composiciones por John Zorn
1. "Chachmiel" - 7:20
2. "Asimor" - 4:26
3. "Irin" - 4:31
4. "Pharzuph" - 7:18
5. "Lahash" - 2:51
6. "Reqel" - 7:16
7. "'Ifafi" - 5:08
8. "Uzza" - 3:09
9. "Poteh" - 5:55

## Integrantes / Intérpretes
- Ben Goldberg - clarinete
- Jamie Saft - piano
- Greg Cohen - contrabajo
- Kenny Wollesen - batería